# جورج براون (لاعب هوكي الجليد)
جورج براون هو لاعب هوكي الجليد كندي، ولد في 17 مايو 1912 في وينيبيغ في كندا، وتوفي في 23 يناير 1972 في فردان في كندا.

## وصلات خارجية
- جورج براون على موقع دوري الهوكي الوطني (الإنجليزية)
- جورج براون على موقع قاعة مشاهير الهوكي (لاعب أن.إتش.أل) (الإنجليزية)
- جورج براون على موقع EliteProspects.com (الإنجليزية)
- جورج براون على موقع HockeyDB.com (الإنجليزية)
- جورج براون على موقع Hockey-Reference.com (الإنجليزية)